# 加藤修一 (実業家)
加藤 修一（かとう しゅういち、1946年4月7日 - ）は、日本の実業家。元ケーズホールディングス代表取締役会長兼CEO。現在はケーズホールディングス名誉会長および相談役

## 人物・経歴
茨城県水戸市で、加藤馨の長男として生まれる。1969年東京電機大学工学部電気通信工学科卒業後、加藤電機商会入社。
1973年代表取締役専務。1982年から父の後を受けカトーデンキ販売代表取締役社長に就任。
1997年11月に株式会社ケーズデンキに商号変更。2011年に社長を辞して会長兼CEOに就任するまで64期連続となる増収を達成した。
従業員を第一に考え、無理な成長を目指さない「がんばらない経営」を標榜し、M&Aなどを進めてケーズホールディングスを家電量販店大手に拡大させた。
2016年相談役に退いた。この間、2001年から4年間日本電気大型店協会副会長を務めた。

## 著書
- 『すべては社員のために 「がんばらない経営」』かんき出版 2011年 ISBN 476126795X